# Orël i reška
Orël i reška (in russo Орёл и решка?, lett. Testa o croce, trasl. angl.: Oryol i reshka, titolo internazionale Heads and Tails) è un film commedia del 1995 diretto da Georgij Nikolaevič Danelija.